# K-1 (sport)

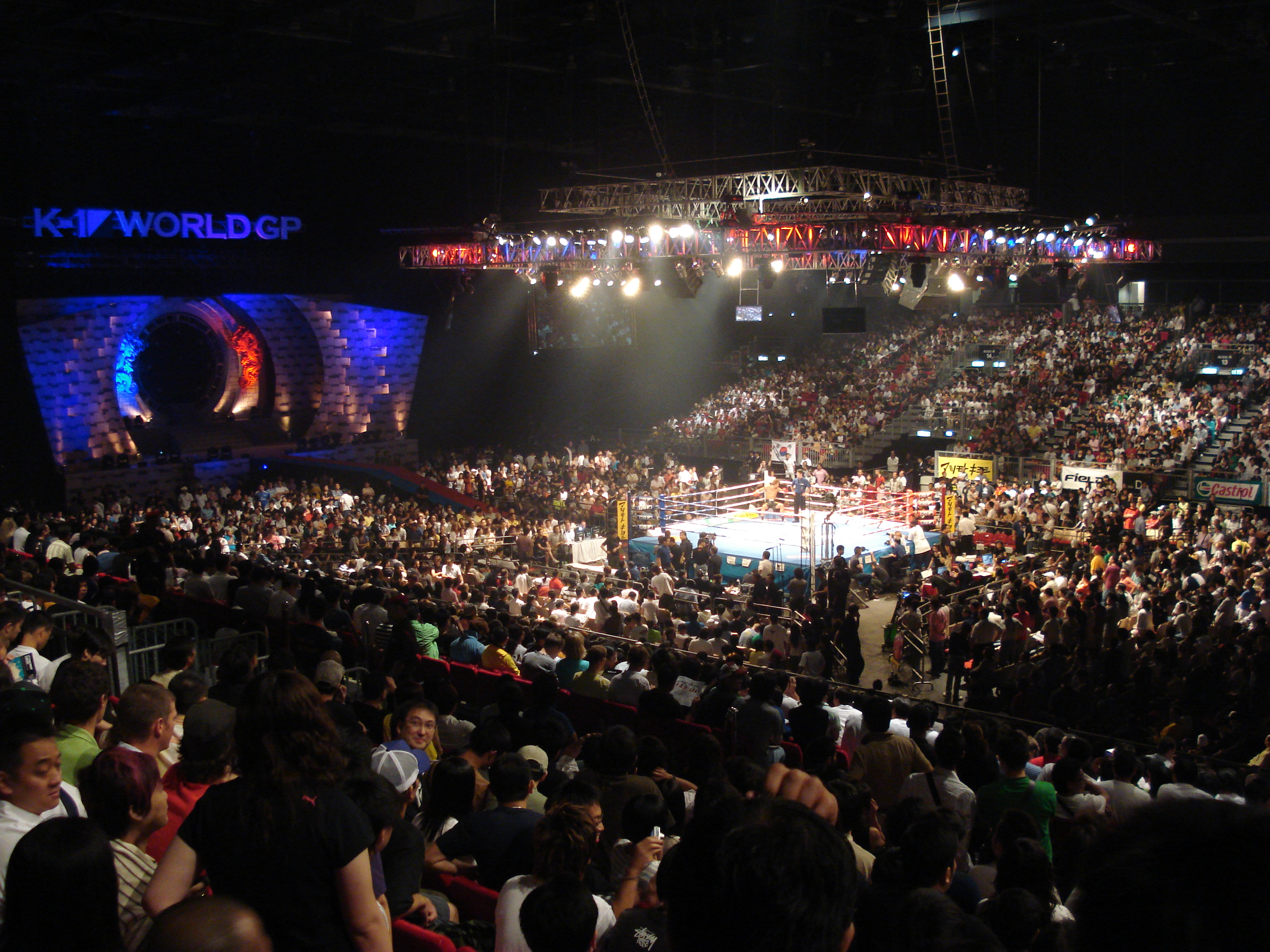
K-1 World Grand Prix 2007 v Hongkongu

K-1 je mezinárodní kickboxerská organizace se sídlem v Tokiu v Japonsku, která byla založena Kazuyoshi Ishiim. K-1 kombinuje techniky z Muay Thai, Karate, Taekwondo, Savate, San Shou/Sanda, kickboxingu a mnoho dalších bojových umění. Pravidla jsou podobná těm z kickboxu, byla však zjednodušena, aby podporovala vzrušující zápasy, které mohou skončit knockoutem. Zásadním rozdílem mezi K-1 a kickboxingem je používání kolen, povoleno v K-1, ale ne v kickboxingu.
Jsou zde K-1 regionální eliminační turnaje, ve kterých se zápasníci K-1 kvalifikují pro K-1 World Grand Prix, spolu s K-1 Fighting Network událostmi zaměřené na rozvoj nových talentů v mezinárodním měřítku, a je zde také 70 kg (154 lb) Middleweight divize zvaná K-1 MAX ("Middleweight Artistic Xtreme"). V roce 2007, K-1 představila dva nové titulové pásy oddělené od K-1 World GP Champions, Supertěžká váha pro bojovníky nad 100 kg/200 lbs a Supertěžká váha pod 100 kg/156-220 lbs.

## Historie
Předchůdce K-1 seidokaikan karate založil v roce 1980 Kazuyoshi Ishii, bývalý kyokushin karate praktikant, který vytvořil jeho vlastní organizaci na pomoc nejlepším stand-up bojovým uměním. Seidokaikan uspořádal několik úspěšných výzev proti jiným bojovým uměním, původně s použitím pravidel založených na pravidlech Kyokushin karate, ale postupně se přizpůsobují a blíží pravidlům kickboxingu. V roce 1993 založil pan Ishii K-1 organizaci výhradně jako kickbox organizaci, úzce spolupracující, zároveň nezávisle na Seidokaikanu.

## K-1 Grand Prix
Po celý rok je šest K-1 World Grand Prix turnajů a čtyř hlavních K-1 MAX událostí. Vítězové postoupí do K-1 a K-1 MAX WGP konečné eliminace konající se v Osaka Dome, Japonsku. Odtud se osm top zápasníků zúčastní v K-1 GP finále pořádané v Tokyo Dome, Japonsku. Každým rokem jsou zde desítky dalších K-1 kvalifikačních turnajů po celém světě. Dosud se K-1 události konaly v 38 zemích z celého světa.

### Seznam zemí, ve kterých se K-1 události konaly
- Japonsko (1993-2010)
- Nizozemsko (1994, 2001-2003, 2006-2010)
- Francie (1995, 2002-2008, 2010)
- Švýcarsko (1995-1999, 2000, 2003)
- Spojené státy americké (1998, 2000-2008)
- Austrálie (2000-2005, 2010)
- Anglie (2000, 2002-2004, 2006-2007)
- Itálie (2000-2008)
- Německo (2000-2008)
- Bělorusko (2000, 2010)
- Chorvatsko (2000, 2002, 2007, 2009-2010)
- Jihoafrická republika (2000-2002, 2006)
- Nový Zéland (2000-2006)
- Česko (2000-2001, 2006-2009)
- Dánsko (2001)
- Ukrajina (2001-2002, 2006, 2010)
- Španělsko (2002-2004, 2009, 2011)
- Brazílie (2002-2006)
- Švédsko (2003-2010)
- Rusko (2003, 2006, 2010)
- Bosna a Hercegovina (2003-2004, 2009)
- Skotsko (2004)
- Portugalsko (2004, 2006)
- Polsko (2004 and 2007-2010)
- Jižní Korea (2004-2010)
- Kanárské ostrovy (2005-2006, 2009)
- Slovinsko (2005-2006, 2008)
- Maďarsko (2005-2010)
- Litva (2006-2007, 2010-2011)
- Lotyšsko (2006-2008)
- Turecko (2007, 2010)
- Belgie (2007)
- Estonsko (2007, 2009)
- Rumunsko (2007, 2009-2010)
- Hongkong (2007)
- Rakousko (2008)
- Tchaj-wan (2008)
- Moldavsko (2009-2011)

## Kvalifikace a postup
Systém K-1 se čas od času mění, jako reakce na rostoucí popularitu v různých částech světa.
Na začátku, K-1 série byla jediným turnajem v Japonsku s bojovníky účastněných na základě pozvání. K-1 se nyní rozšířila do všech částí světa a byla rozdělena do předběžné Grand Prix-s, Fighting Network a kvalifikace. Existuje šest regionálních GPs na všech kontinentech (s výjimkou Afriky a Antarktidy) a všechny z nich mají právo vyslat vítěze k závěrečné kvalifikaci. Příprava je organizována v zemích s menší návštěvností a zahrnuje turnaje, odkud vítězové postupují do regionálního GPs.
K-1 se pokoušela získat si oblibu v USA držením dvou Gps, avšak jen pár Američanů se dostalo do finále. V roce 2006 se jeden z amerických Gps přesídlil do Aucklandu na Nový Zéland. Dále K-1 GP v Paříži ztratila své kvalifikační právo ve prospěch Amsterdamu.
Konečná eliminace je událost, kde 16 účastníků soutěží o 8 finálních míst. Seřazení se skládá z 6 nových vítězů GP, osm finalistů z předešlého roku plus dva bojovníci vybraní K-1 organizací. V roce 2006 zde byly nějaké drobné úpravy protože Peter Aerts byl nahrazen Glaube Feitosou, který dosáhl finálního utkání, proto byl zařazen v roce 2006 do Konečné eliminace.
V posledních letech se jedná o velké zklamání od K-1, má to co do činění z chybných rozhodnutí porotců, co se týče bodování jednotlivých zápasníků. Často se to děje ke zvýhodnění japonským bojovníkům, i když je zápas mezi dvěma nejaponskými zápasníky, je uděláno spoustu chyb v bodování.

### Postup
Obvykle bojovníci z eliminace (16 bojovníků, 8 zápasů) super bojů jsou spárované kresbou. Tato událost je kombinována s ceremonií, kde si bojovníci ze skleněné mísy vytahují míčky s čísly. Míčky jsou označeny číslicemi od 1 do 8, stanovující jejich pořadí. Ten s číslem 1 si vybere jako první "prázdnou" sekci. Tento postup se opakuje, dokud si všichni zápasníci nevyberou svého prvního čtvrtfinálového soupeře.

## Pravidla
- Každý zápas je na 3 nebo 5 kol, každé kolo trvá 3 minuty
- Zápas může být ukončen knockoutem, technickým knockoutem, rozhodnutím poroty, diskvalifikováním, nerozhodně
- Oba rozhodčí a doktor mají plnou moc na ukončení zápasu
- Zápas je bodován třemi porotci na základě desetibodového systému (vítěz každého kola získá 10 bodů, a poražený získá 9 nebo méně)
- Pravidlo 3 knockdownů (3 knockdowny v jednom kole znamenají technický knockout)
- Stojící osm (rozhodčí musí napočítat do 8 na všech knockdownech)
- Zápasník může být zachráněn pouze zvonkem v posledním kole

K-1 eliminační turnaje:
- Každý zápas trvá 3 kola
- Pravidlo 3 knockdownů se změní na pravidlo 2 knockdownů pro všechny zápasy krom finále

Zdroj: K-1 Website

### Fouly
Následující akce v K-1 jsou považovány za fouly:
- Úder hlavou či loktem
- Údery na zadní část hlavy (zátylek)
- Užití wrestling nebo judo hody, škrcení a páky
- Kousání, dušení protivníka
- Údery na krk
- Útočení na protivníka pokud je na zemi nebo se z ní právě zvedá
- Držení se lan ringu
- Hrubé nadávky na rozhodčího
- Údery mezi třísla
- Zavinění protivníkova pádu z ringu
- Dobrovolné opouštění ringu v průběhu boje
- Být pasivní (bez útoku), zahrnuje opakované držení a klinčování

Zápasník je penalizován následujícími způsoby:
- Varování – ústní napomenutí rozhodčím
- Upozornění – bojovník dostane žlutou kartu
- Odpočet bodů – bojovník dostane červenou kartu

Dvě varování se mění na jedno upozornění. Dvě upozornění se mění na odpočet bodů, a tři odpočty bodů v jednom kole znamenají diskvalifikaci.
Červená karta se podá automaticky, pokud bojovník fauluje se zlými úmysly.

## Seznam K-1 světových šampionů
| Rok  | Vítěz            | Poražený                    |
| ---- | ---------------- | --------------------------- |
| 1993 | Branko Cikatić   | Ernesto Hoost               |
| 1994 | Peter Aerts      | Masaaki Satake              |
| 1995 | Peter Aerts      | Jérôme Le Banner            |
| 1996 | Andy Hug         | Mike Bernardo               |
| 1997 | Ernesto Hoost    | Andy Hug                    |
| 1998 | Peter Aerts      | Andy Hug                    |
| 1999 | Ernesto Hoost    | Mirko "Cro Cop" Filipović   |
| 2000 | Ernesto Hoost    | Ray Sefo                    |
| 2001 | Mark Hunt        | Francisco Filho             |
| 2002 | Ernesto Hoost    | Jerome Le Banner            |
| 2003 | Remy Bonjasky    | Musashi                     |
| 2004 | Remy Bonjasky    | Musashi                     |
| 2005 | Semmy Schilt     | Glaube Feitosa              |
| 2006 | Semmy Schilt     | Peter Aerts                 |
| 2007 | Semmy Schilt     | Peter Aerts                 |
| 2008 | Remy Bonjasky    | Badr Hari (diskvalifikován) |
| 2009 | Semmy Schilt     | Badr Hari                   |
| 2010 | Alistair Overeem | Peter Aerts                 |

| Rok  | Vítěz               | Poražený           |
| ---- | ------------------- | ------------------ |
| 2002 | Albert Kraus        | Kaolan Kaovichit   |
| 2003 | Masato              | Albert Kraus       |
| 2004 | Buakaw Por. Pramuk  | Masato             |
| 2005 | Andy Souwer         | Buakaw Por. Pramuk |
| 2006 | Buakaw Por. Pramuk  | Andy Souwer        |
| 2007 | Andy Souwer         | Masato             |
| 2008 | Masato              | Artur Kyshenko     |
| 2009 | Giorgio Petrosyan   | Andy Souwer        |
| 2010 | Giorgio Petrosyan   | Yoshihiro Sato     |
| 2024 | Stoyan Koprivlenski | Viktor Akimov      |